# Jüdischer Friedhof (Vechta)

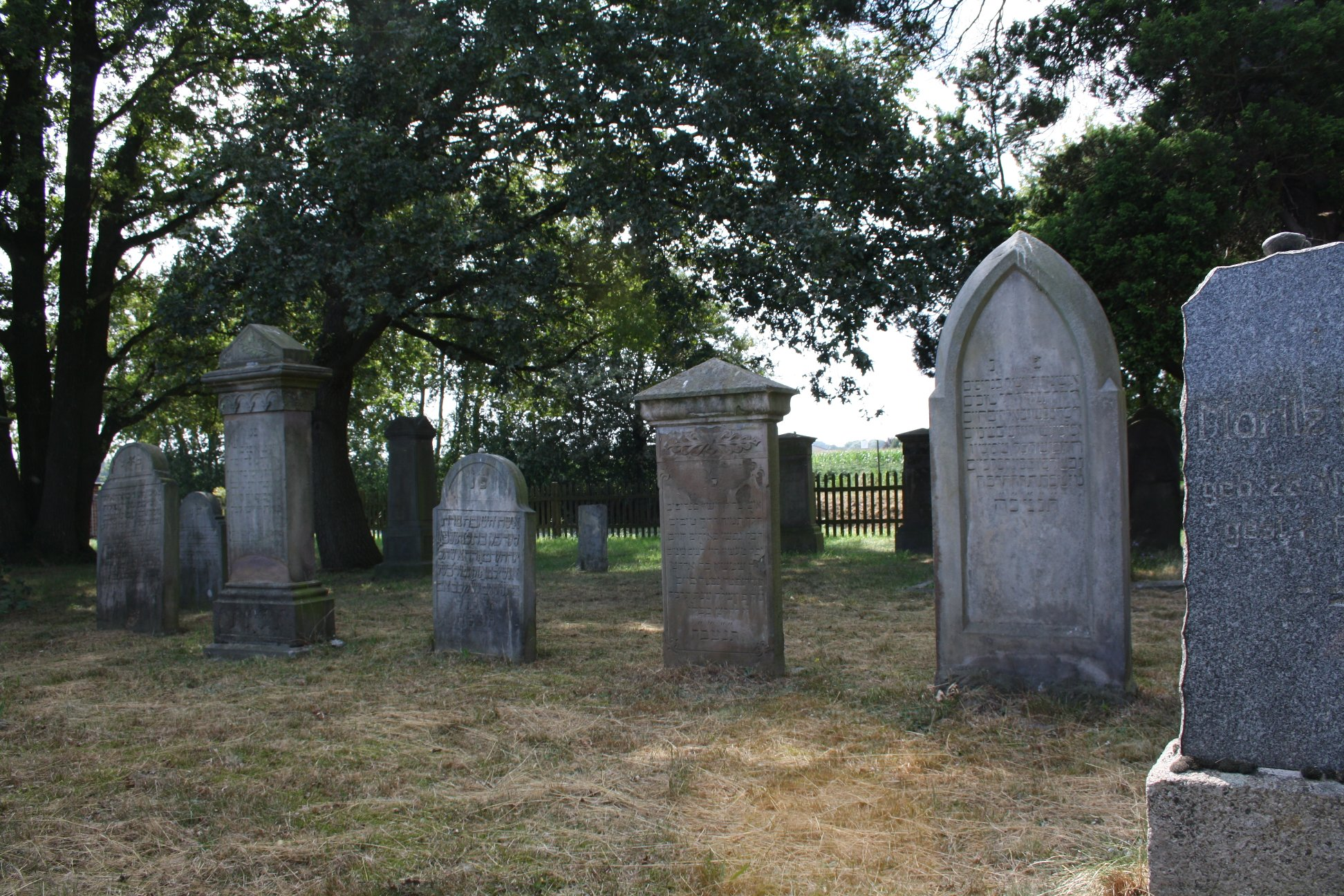
Jüdischer Friedhof Vechta

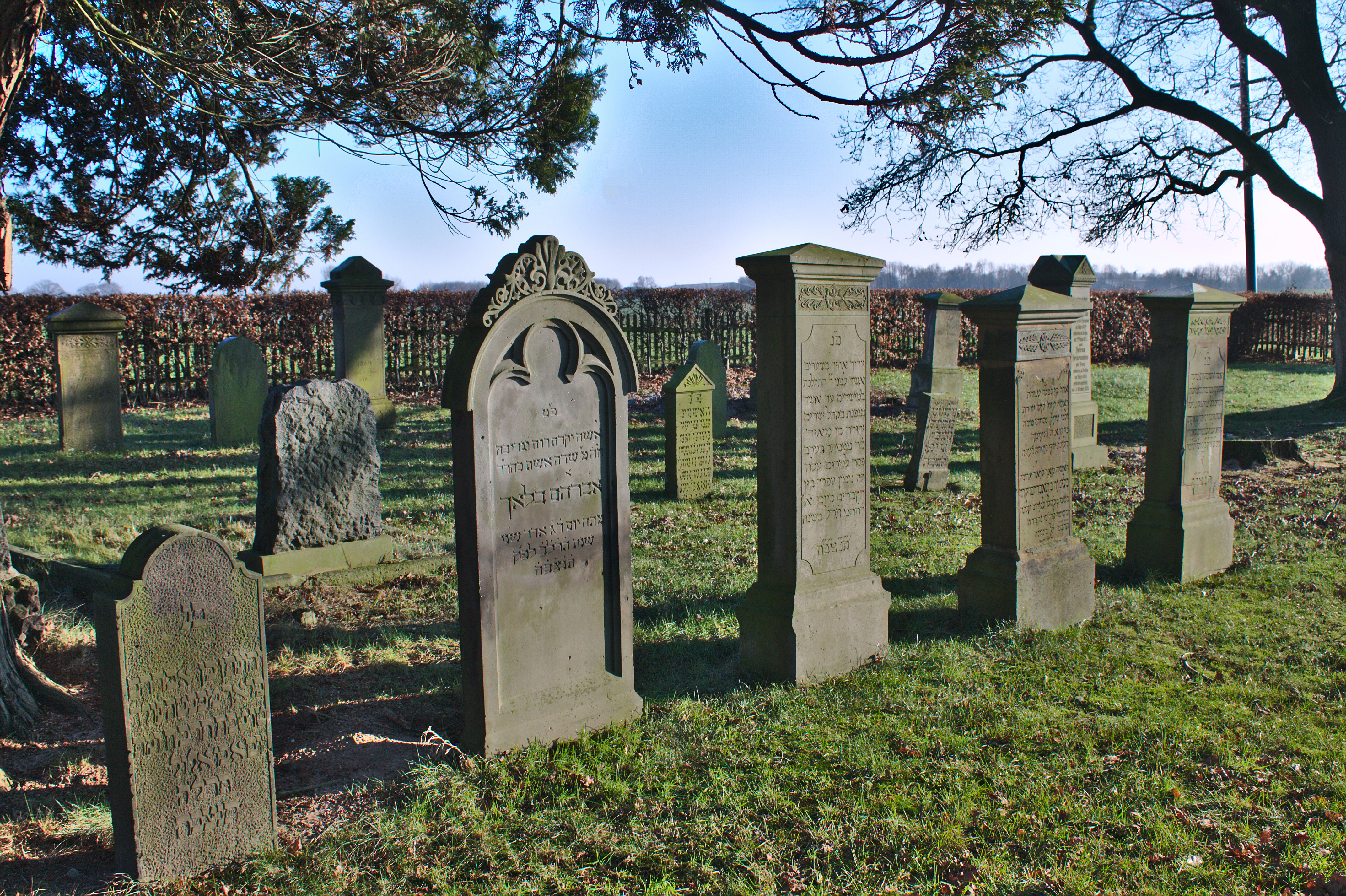
Jüdischer Friedhof Vechta

Der Jüdische Friedhof Vechta ist ein historischer jüdischer Friedhof in der niedersächsischen Kreisstadt Vechta. Es ist der einzige jüdische Friedhof im Landkreis Vechta.
Der Friedhof, auf dem sich 26 Grabsteine befinden, liegt am Visbeker Damm. Der Friedhof wurde vermutlich im 18. Jahrhundert angelegt, eine erste Erwähnung findet er im Jahr 1809/10 auf einem Karteneintrag als „Juden-Kirchhof“. Die erste nachgewiesene Bestattung fand 1835 statt, die letzte 1936. Der älteste erhaltene Grabstein stammt von 1837.
Anlässlich der Novemberpogrome 1938 wurde er verwüstet; dabei wurden Grabsteine umgeworfen und die Hecke zerstört.
1948 wurde der Friedhof auf Anordnung der Militärregierung wiederhergestellt. Hierfür wurden auch Frauen des Gefängnisses in Vechta eingesetzt.
1952 wurde der Friedhof an die Jewish Trust Corporation übergeben. 1960 ging er an den Landesverband der Jüdischen Gemeinden von Niedersachsen über, der ihn auch heute noch betreut.